# Liparocephalini
Liparocephalini is een geslachtengroep van kevers uit de familie van de kortschildkevers (Staphylinidae).

## Taxonomie
De volgende geslachten zijn bij de geslachtengroep ingedeeld:
- Amblopusa Casey, 1894
- Ashella Klimaszewski, 2020
- Baeostethus Broun, 1909
- Diaulota Casey, 1894
- Halorhadinus Sawada, 1971
- Ianmoorea Ahn, 2006
- Liparocephalus Mäklin, 1853
- Paramblopusa Ahn & Ashe, 1996

### Synoniemen
- Boreorhadinus Sawada, 1991 => Amblopusa Casey, 1894
- Genoplectes Sawada, 1955 => Diaulota Casey, 1894
- Moorea Ahn, 2004 => Ianmoorea Ahn, 2006